# Affaire de Thala-Kasserine
L'affaire de Thala-Kasserine est une émeute qui a lieu en 1906 sous le protectorat français de Tunisie. Dirigés par un marabout algérien, les émeutiers assassinent trois civils français dans la région de Kasserine avant d'être mis en déroute à Thala, où ils laissent une dizaine de morts. Trois des révoltés sont par la suite condamnés à mort avant d'être graciés. C'est la première insurrection sérieuse depuis l'instauration du protectorat en 1881.

## Contexte
L'éloignement de cette région du Centre-Ouest de la Tunisie et la pauvreté de ses sols l'ont longtemps préservée des acquisitions des colons français. Ainsi, en 1906, sur les 933 000 hectares de la région, moins de 10 000 ont changé de mains. Toutefois, cette dépossession des meilleures terres a des conséquences tragiques dans cette région aux conditions naturelles très rudes. Même les terrains de parcours des tribus nomades sont concédés à des colons qui refusent d'y recevoir le bétail des Tunisiens à moins de payer une redevance. De plus, les deux dernières années de récolte ont été très mauvaises et les habitants sombrent dans la misère pendant que les rapports administratifs sont de plus en plus alarmants. En deux ans, de 1904 à 1906, le taux de recouvrement des impôts baisse de 50 %. Tout ceci crée un climat de tension entre anciens occupants et nouveaux arrivants. L'un de ces derniers, le colon Lucien Salle, est connu comme un homme brutal et violent et d'une rapacité insatiable alors que son voisin, le colon Bertrand, fait de son mieux pour gagner la sympathie de ses voisins de la tribu des Fraichiches.

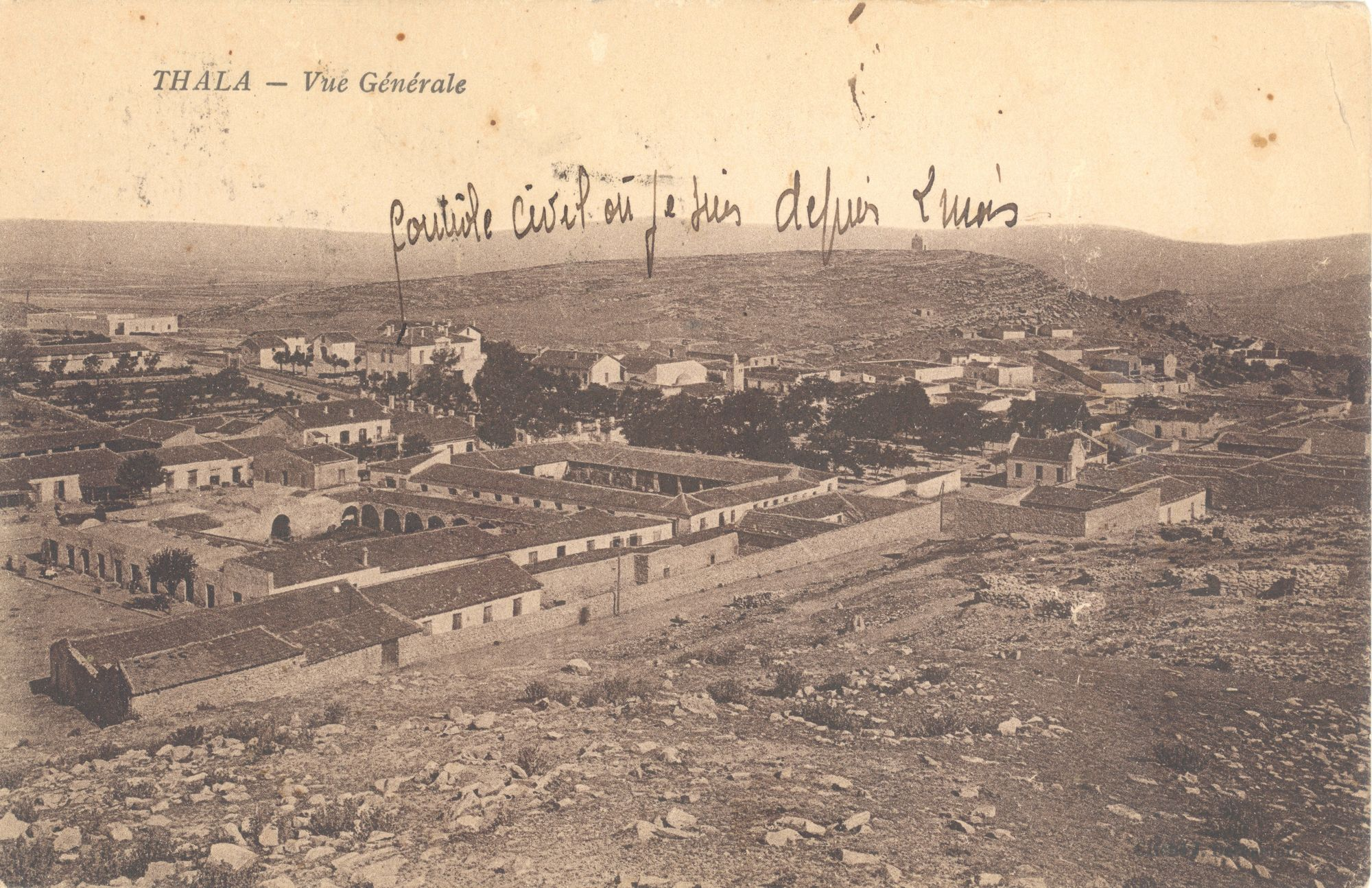
Vue générale de la ville de Thala vers 1925.

L'exceptionnelle rigueur de l'hiver 1905-1906 apporte le coup de grâce aux habitants. À Thala, la neige tombe sans discontinuer du 6 au 10 février 1906. Des congères de 2,50 mètres de hauteur se forment autour des maisons. Certaines s'effondrent sous le poids de la neige. La ville est complètement isolée du reste du pays pendant huit jours. Quant aux animaux domestiques qui n'étaient déjà pas en très bon état au début de l'hiver, des milliers succombent aux intempéries et au manque de nourriture, les pâturages étant cachés. Les Fraichiches perdent ainsi 9 000 moutons et 9 000 chèvres. Certains n'ont plus que des mauves cuites et des betteraves sauvages pour se nourrir. Face à cette détresse, l'administration reste insensible et des prêts de semence sont refusés.
Dans ces conditions, l'arrivée dans la région, quelques mois auparavant, d'un marabout algérien en provenance de Souk Ahras, Amor Ben Othman, va servir de détonateur au désespoir des Tunisiens acculés à la famine. D'autant qu'un de ses lieutenants (mokkadem), Ali Ben Mohamed Ben Salah, ancien cheikh révoqué par l'administration centrale pour concussion et détournements de fonds, va profiter des dons surnaturels attribués à Ben Othman et de sa simplicité d'esprit pour assouvir sa vengeance.

## Déroulement de l'émeute

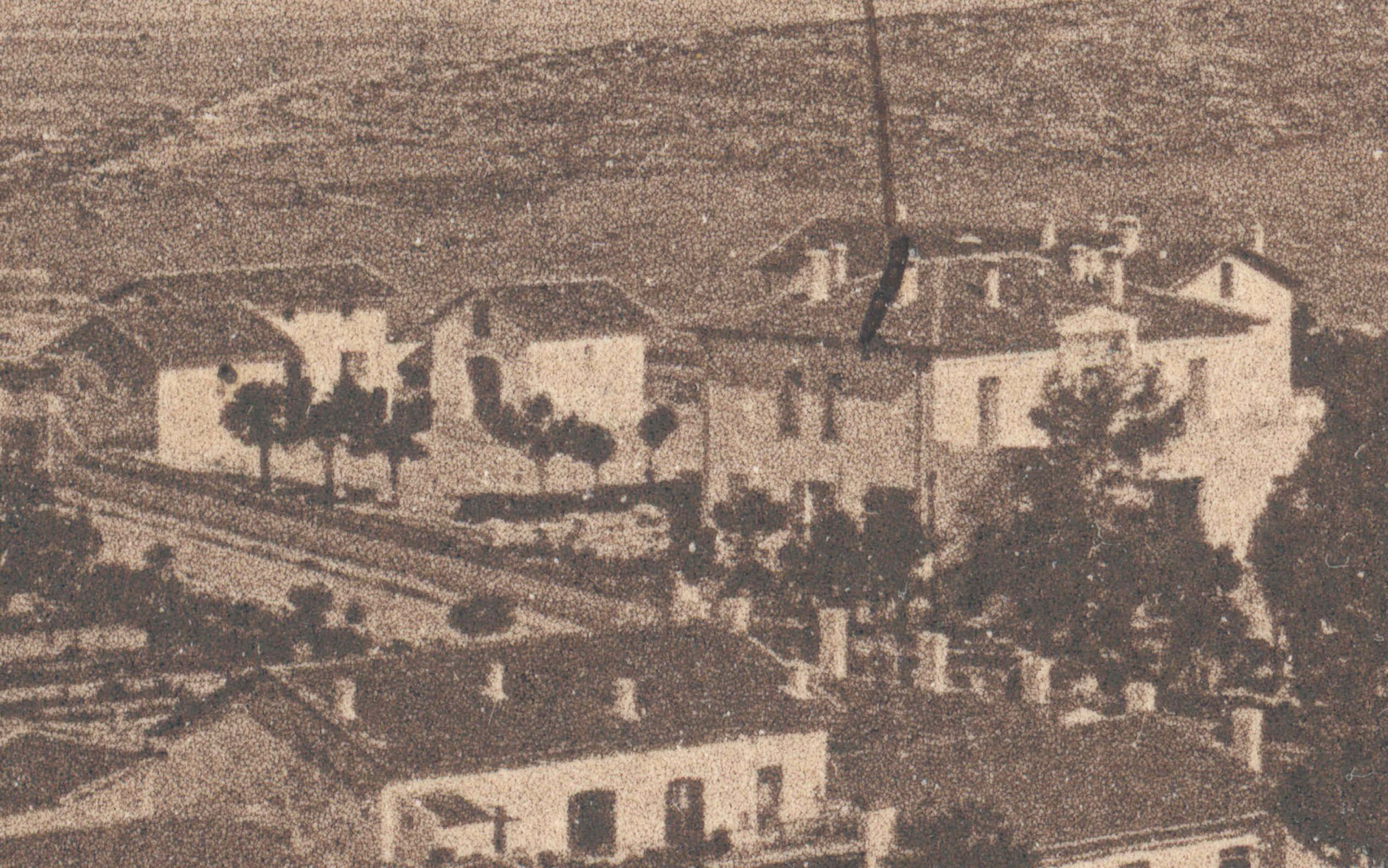
Siège du contrôle civil de Thala vers 1925.

Le 26 avril 1906, quelques dizaines de bédouins, appartenant aux fractions des Ouled Néji, des Gmata et Hnadra et des Hrakta et campant dans la plaine de Foussana, non loin de la ville de Kasserine, attaquent la ferme Salle à douze kilomètres de là. Ils ignorent que le propriétaire est absent. À l'arrivée des émeutiers, c'est son frère Henri qui va à leur rencontre. Il est tout de suite tué d'un coup de feu. Lorsque leur domestique Domenico Mira tente de se porter à son secours, il est poignardé et ne doit la vie sauve qu'en prononçant la chahada. La mère de Lucien Salle, impotente, est égorgée dans son lit. Un domestique, M. Tournier, qui travaille aux environs est fait prisonnier et doit lui aussi prononcer la chahada pour survivre. La ferme est alors pillée. Trois employés, Graffaud, Martin et Sagnes, qui vivent à proximité dans un dépôt d'étalons sont faits prisonniers après avoir également accepté de se convertir et les chevaux volés. Les émeutiers se dirigent alors vers la ferme Bertrand. Les trois occupants abjurent également pour échapper à la mort. Mais un maçon italien, Delrio, refuse de se convertir ; il est alors tué et son corps brûlé mais la ferme échappe au pillage. La virée macabre se termine à la mine du Djebel Chambi où tous les Européens sont sommés de se convertir. Tous les prisonniers sont alors habillés à la façon tunisienne et envoyés devant le marabout Ben Othman qui n'a pas quitté le campement.
Le lendemain, encouragés par leurs succès, les émeutiers décident d'attaquer le contrôle civil de Thala, symbole de l'administration coloniale française. Encouragés par leur marabout qui leur a promis que leurs bâtons, une fois dirigés vers l'infidèle, cracheraient d'eux-mêmes le feu et que les balles tirées par les colons « fondraient comme des gouttes d'eau dès qu'elles toucheraient leurs corps », ils sont persuadés de leur invincibilité. Mais ils se heurtent à un camp retranché où des dizaines de colons français et d'ouvriers italiens les fusillent à bout portant, laissant entre dix et quatorze morts sur le terrain. La débandade est générale.
Amor Ben Othman n'oppose aucune résistance au khalifa Abdrozelem qui vient l'emmener en prison ainsi que ses complices. Tous les prisonniers sont libérés.

## Procès

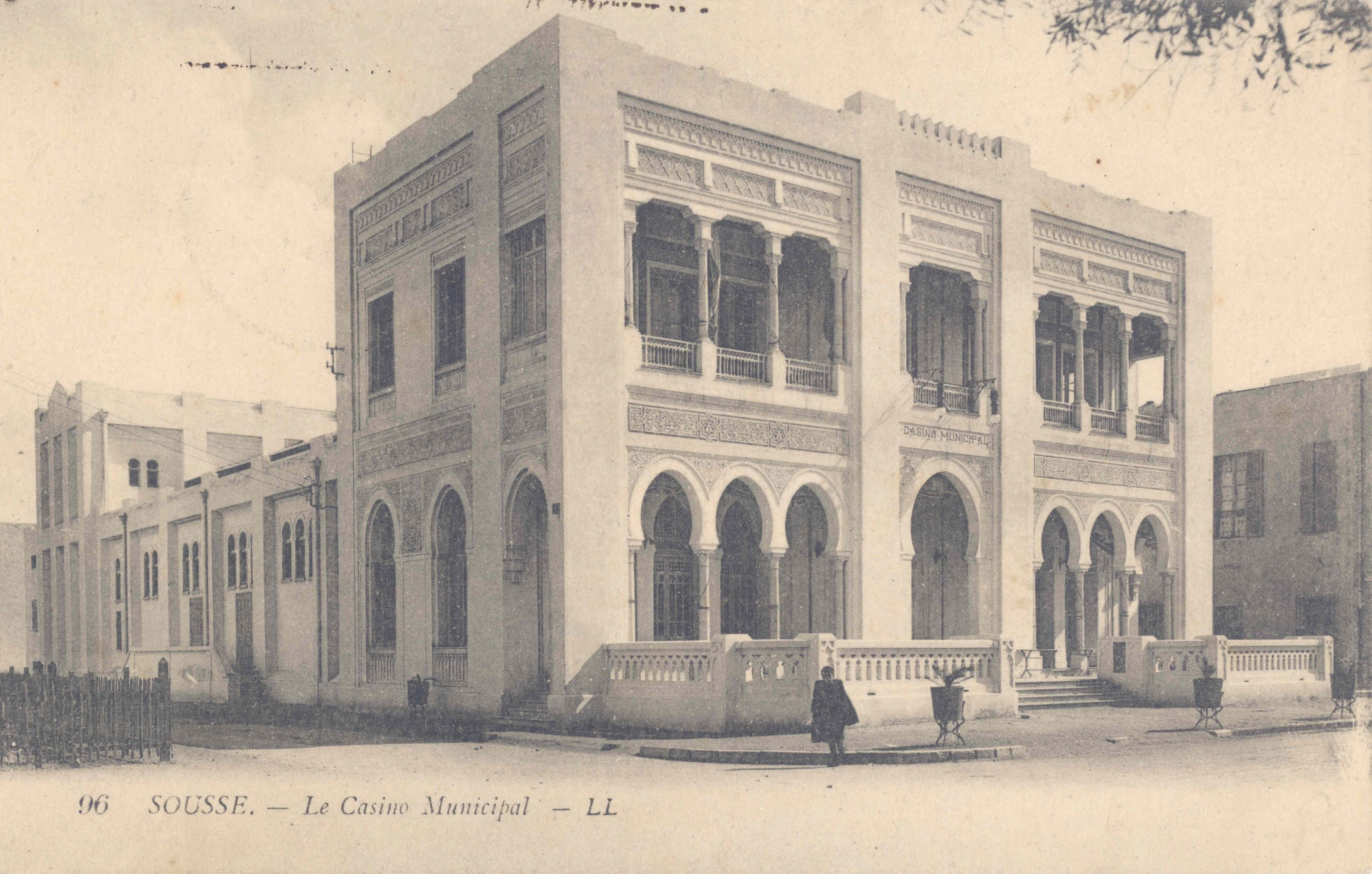
Casino de Sousse où se tient le procès.

Le procès se tient à Sousse du 21 novembre au 12 décembre 1906. 59 inculpés sont jugés dont deux sont en fuite :
- 44 pour pillage ;
- un pour assassinat, le dénommé Salah Ben Mohamed Ben Saad dit El Ouagaf ;
- 25 pour complicité dans l'assassinat de Henri Salles ;
- 26 pour complicité dans l'assassinat de Mme Salles ;
- 26 pour tentative d'homicide contre Mira ;
- les mêmes pour l'assassinat de Delrio ;
- 43 pour complicité avec les précédents ;
- 2 pour voies de fait contre M. Salles (un des employés du dépôt d'étalons) ;
- 1 pour violences à l'égard de Mlle Cécile Bertrand ;
- 3 pour violences contre Modolo ;
- 11 pour tentative de pillage ;
- 3, Amor Ben Othman, son intendant et Ferhat Ben Mohamed Ben Salah, leur hôte, pour complicité générale dans tous les crimes précédents.

Les accusés sont défendus par :
- Me Tibi et Me Khodja pour le marabout ;
- Me Cojachi pour Ali Ben Mohamed Ben Salah ;
- Me Gandolphe pour Ferhat Toueou ;
- Me Pergola pour les autres accusés.

Les 22 jours de procès permettent de dégager les responsabilités entre les différents protagonistes. De nombreux témoins accusent Salah Ben Mohamed Ben Saad d'avoir porté le premier coup à Henri Salles à l'aide d'un sabre trouvé dans la maison. Il est également impliqué dans le meurtre de Mme Salle tuée par Ahmed Ben Messaoud, ce dernier ayant trouvé la mort dans la fusillade à Thala. Sa présence est aussi attestée lors de l'attaque de la ferme Bertrand où on l'a vu porter deux coups de sabre à Delrio.
Mohamed Ben Belgacem Ben Goaïed est accusé du meurtre du maçon italien Delrio sur qui il a tiré à bout portant. On l'a également vu brandir son arme en criant : « Tu vois, Mahomet, comme nous convertissons les chrétiens à l'islam ! ». À la ferme Salle, il s'était lancé à la poursuite de Domenico Mira avant de lui laisser la vie sauve après qu'il s'est converti.
Amor Ben Ali Ben Amor, s'il n'a pas participé à l'attaque de la ferme Salle, est accusé du meurtre de Delrio à qui il a fracturé le crâne d'un coup de bêche. Après quoi, il a préparé le bûcher pour brûler le corps.
Harrat Ben Belgacem Ben Ali est accusé d'avoir participé au meurtre de Delrio en lui assenant plusieurs coups de poignard.
S'ils n'ont pas participé aux massacres, Ali Ben Mohamed Ben Salah et Amor Ben Othman sont accusés de les avoir provoqués. Mais la responsabilité de ce dernier est amoindrie par les témoignages des médecins qui l'ont examiné et qui mettent sur le compte d'anciennes attaques d'épilepsie son intelligence affaiblie. Le véritable instigateur semble être Ali Ben Mohamed Ben Salah qui a utilisé l'aura du marabout pour déclencher l'émeute.
L'hôte de Amor Ben Othman, Ferhat, est également accusé d'avoir hébergé l'organisateur des tueries, d'avoir assisté aux réunions préparatoires et d'avoir retenu prisonniers les Français qui s'étaient convertis pour échapper à la mort.
À l'issue des audiences, le procureur, M. Liautier, demande quatre condamnations à mort, les travaux forcés à perpétuité pour beaucoup d'inculpés et des peines plus légères pour leurs comparses. Le verdict est prononcé le 12 décembre :
- Trois condamnations à mort : Salah Ben Mohamed Ben Saad dit El Ouagaf, Mohamed Ben Belgacem Ben Goaïed, Amor Ben Ali Ben Amor dit Bouaïda ;
- Deux condamnations aux travaux forcés à perpétuité : Ali Ben Mohamed Ben Salah et Harrat Ben Belgacem Ben Ali ;
- Neuf condamnations à vingt ans de travaux forcés ;
- Huit condamnations, dont le marabout Ben Othman, à dix ans de travaux forcés ;
- Quatre condamnations à cinq ans de travaux forcés ;
- Trois condamnations à dix ans de prison ;
- Quatre condamnations à cinq ans de prison ;
- Huit condamnations à deux ans de prison ;
- Seize acquittements.

Ferhat est acquitté après avoir prétendu qu'il avait hébergé le prédicateur contre son gré. Son âge avancé (65 ans) est également pris en compte. Harrat Ben Belgacem Ben Ali échappe à la condamnation à mort grâce à son jeune âge (20 ans).

## Réactions

### Partisans de la thèse du fanatisme musulman
Dès l'annonce de la révolte, l'accent est mis sur le « fanatisme musulman » qui serait à l'origine de ces actes tragiques. On fait le lien avec les évènements de Margueritte qui eurent lieu en Algérie française en 1901. Là aussi, à l'instigation d'un marabout exalté, les Européens furent contraints de se convertir pour échapper à la mort. Mais la comparaison s'arrête là puisque si les insurgés algériens avaient été poussés à ces extrémités par les spoliations dont ils étaient victimes, on ne peut en dire autant des Tunisiens de cette région dépeinte comme très riche et prospère. Les journaux insistent tout de suite sur le faible nombre de colons dans la région, ce qui exclut toute remise en cause du protectorat,. C'est aussi le point de vue de la résidence générale qui n'y voit qu'une « excitation superficielle touchant la lie des indigènes ». Quant aux « prépondérants », les représentants des colons les plus extrémistes, ils y voient la conséquence d'une politique coloniale laxiste et timorée caractérisée par le manque de sécurité dans les zones éloignées, l'inertie et la lourdeur de la justice qui rendent les indigènes plus hardis. Le verdict du jugement conforte tout ce petit monde en rendant un arrêt longuement motivé, écartant tout crime politique et ne relevant que les crimes de droit commun.

### Partisans de la thèse du manque d'instruction

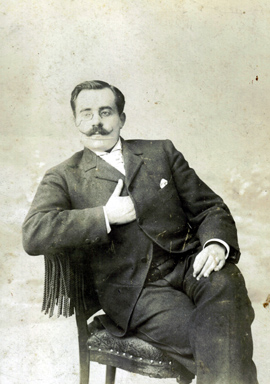
Portrait d'Abdeljelil Zaouche.

Néanmoins, d'autres voix s'élèvent pour mettre sur le compte de l'absence d'instruction les débordements dont la région de Thala a été la victime. Abdeljelil Zaouche écrit ainsi le 25 décembre 1906 dans Le Temps : 
« Le jour où, dans l'Afrique du Nord, l'instruction élémentaire sera obligatoire, on ne verra plus des paysans musulmans sucer la langue d'un Yacoub, comme à Margueritte, ou prêter une oreille complaisante aux balivernes d'un Amor Ben Othman, comme à Thala. Aujourd'hui l'Arabe de la campagne est dépourvu de toute culture intellectuelle ; quand il sera plus éclairé, il sera le premier à se moquer de ces énergumènes, produits des confréries que réprouve tout musulman instruit. »

En effet, depuis 1897, à la demande des « prépondérants », un frein a été mis à la scolarisation des enfants musulmans. L'affaire de Thala-Kasserine montre les conséquences d'une telle politique. Dans son Nouveau dictionnaire de pédagogie et d'instruction primaire, Benjamin Buisson, directeur de l'école normale de garçons de Tunis et frère de Ferdinand Buisson, ancien directeur de l'enseignement primaire en France, écrit : 
« Les événements de Kasserine et de Thala, où l'on vit un jeune marabout algérien franchir la frontière et réussir à soulever contre les colons français isolés une population ignorante et fanatique, firent comprendre combien il était dangereux de laisser les indigènes, et surtout la jeune génération, en dehors de tout contact européen. L'école française, avec son instituteur, souvent receveur des postes, est un des meilleurs moyens de civilisation, une des armes les plus sûres et les moins coûteuses contre la superstition et le fanatisme. »
Décision est alors prise de relancer les ouvertures d'écoles franco-arabes. Dès 1908, la population scolaire tunisienne retrouve son niveau de 1897. La progression sera alors continue jusqu'à la fin du protectorat.

### Reportage de Myriam Harry

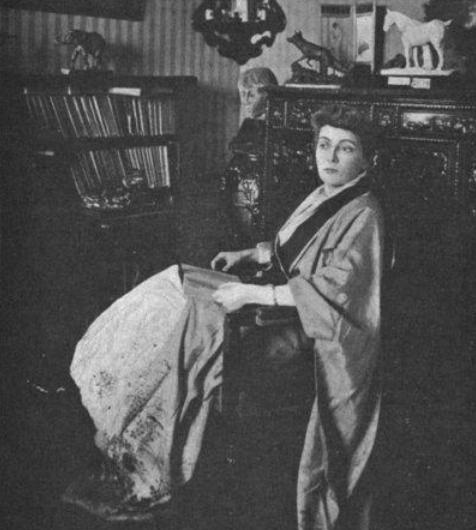
Portrait photographique de Myriam Harry vers 1904.

Le 23 février 1907 paraît dans le journal Le Temps un reportage de la romancière Myriam Harry consacré au procès de l'affaire de Thala-Kasserine auquel elle a assisté. Loin de l'unanimité de l'opinion contre ces fanatiques musulmans, elle y montre de la compassion pour les accusés : 
« Du balcon de l'hôtel, nous assistons au transfert des prisonniers. Ce sont de grands corps osseux perdus dans des manteaux flottants, que l'on amène par groupes entre une double haie de gendarmes et de tirailleurs. Et à les voir passer ainsi, de leur démarche tranquille et allongée, tous pareillement vêtus de clair, le capuchon rabattu sur les yeux, on dirait une confrérie de moines blancs se rendant à la prière. Deux brancards suivent. Sur l'un gît un blessé de Thala ; sur l'autre, nous distinguons quelque chose de mou et de lamentable, un paquet de vêtements d'où sort une main de fillette. C'est Amor Ben Othman, le marabout redouté.

Nous nous hâtons vers le tribunal. C'est une grande bâtisse servant aux réjouissances de Sousse et qui s'est improvisée palais de justice pour la circonstance. L'autre, le véritable, le vénérable, se trouve au cœur même de la cité arabe. On le dit trop étroit pour contenir la cohorte des accusés et des témoins. Peut-être craint-on aussi les ruelles tortueuses, les angles embusqués, et le réveil brusque et farouche du somnolent désert.
Nous entrons. Est-ce à cause de cette salle de casino, recouverte d'une toile qui se gonfle et claque à la brise de mer, de ces courtines en velours rouge à crépines d'or, de ces drapeaux d'enfants cloués au-dessus des sièges du tribunal, ou bien de ces tréteaux où s'empilent les pièces à conviction : vieilles défroques, gandouras de parade, bottes de carabinier, mousquets, tromblons, amulettes, pistolets de panoplie ; est-ce, dis-je, à cause de ce décor théâtral que nous ne parvenons pas à prendre au sérieux ce drame, ni à fraterniser avec cette tragédie et ses victimes ? Et cependant une femme, une pauvre vieille femme a été égorgée dans son lit, un homme fusillé tandis qu'il bourrait sa pipe au seuil de sa porte, un deuxième assommé à coups de pioche, et d'autres n'ont échappé à la mort qu'en prononçant la formule islamique.
Alors, pourquoi donc ce manque d'attendrissement, cette insensibilité inhabituelle pour ces émigrés, ces braves « colons » de France ? Est-ce que ma sympathie s'égarerait vers les coupables, vers ces enfants malades, dévorés de mysticisme et de fièvre, vers ces hordes opprimées et faméliques, et qui, après huit mois de détention, huit mois de ventre plein, ne se souviennent même plus de leur rêve insensé de secoue-misère et de liberté ? Je sais aussi que justice est faite, que les assassins ont expié, tués sous les murs de Thala par des fusils véritables, qui, eux, ne figurent pas comme pièces à conviction parmi ces accessoires de comédie.

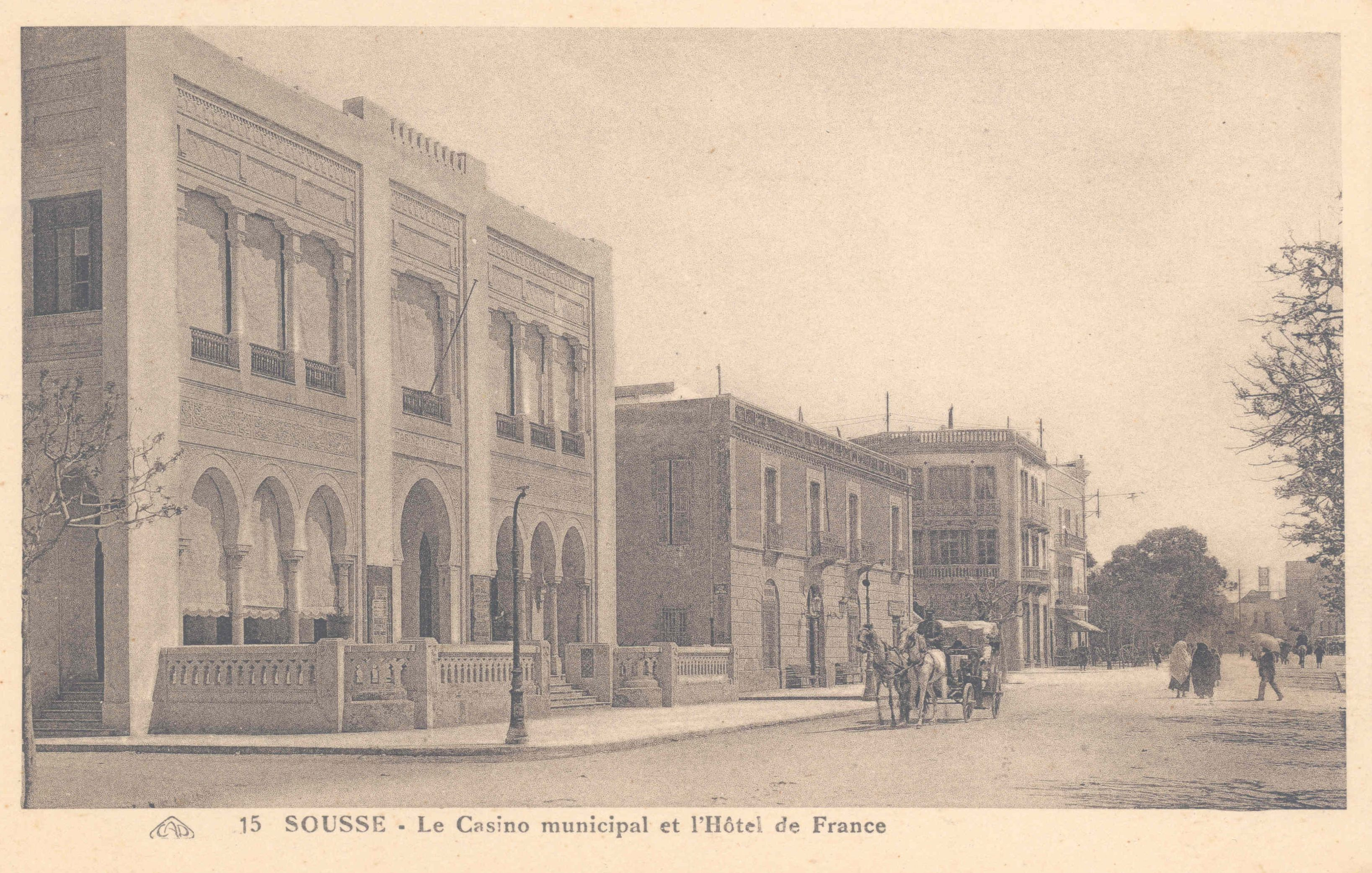
Salle de tribunal et hôtel ou résidait Myriam Harry.

Assise sous l'estrade, nous embrassons la salle. Tout près de nous, le petit marabout repose sur sa civière. De son corps grêle, frêle, chétif, nous ne voyons rien, sinon, dépassant juste le bord de ses longues robes couleur d'ivoire, deux pieds si menus, si pâles, si délicats qu'on les dirait eux aussi taillés dans de l'ivoire. Son visage, enveloppé comme celui d'une femme, ne laisse à découvert que l'orbite des yeux ; mais ses paupières sont closes ; ses cils luisants se rabattent, papillons de deuil, sur ses pommettes d'albâtre, et entre les arcs superbes de ses sourcils un tatouage bleu s'étoile en un signe divin. Et je songe qu'il est celui qui, interrogé sur ses voiles, a répondu : « Je ne voulais pas voir la vie ; car tout est dans le rêve et le rêve est supérieur à tout ».
Derrière lui, les soixante accusés, parqués sur des bancs de foire, emplissent la moitié de la salle de leur moutonnement clair que vient arrêter net la ligne noire et agitée des avocats, cerbères de ce passif troupeau. Puis suivent des couleurs inesthétiques, des vêtements étriqués, faces rougeaudes, hirsutes, crânes chauves, chapeaux de planteur, casquettes de cycliste. Au fond, des burnous blonds rétablissent l'harmonie et, contre le mur blanc, les vestes des tirailleurs fleurissent en clôture de bluets. Au-dessus, sur une galerie, les bonnes dames de Sousse font du crochet…
Les colons se succèdent à la barre. Trapus, gauchets, vêtus de neuf, ils ressemblent à des paysans endimanchés. Les uns, à force de solitude, ont presque oublié leur langue native et ne s'expriment que par gestes. D'autres, craintifs, inquiets, avec des regards obliques vers les insurgés, ne se souviennent plus de rien, rétractent tout, ont des paroles si confuses et des mines si piteuses qu'on les prendrait pour les accusés. D'autres encore chargent à outrance. Et ce sont des récits plein de haine et de fiel, où éclate toute la jalousie agraire, toute l'incompatibilité navrante des deux races, toute la rancune brutale et mesquine et tenace entre l'intrus et l'indigène.
Je regarde les accusés. Ils ne semblent pas se douter qu'il y va de leur liberté et de leur tête. Beaucoup, amusés sans doute par cette longue table verte sur laquelle ne se mange rien, sourient d'un bon sourire candide et confiant qui découvre l'émail de leurs dents éclatantes. Quelques-uns glissés à terre, dorment paisiblement roulés dans leur manteau-linceul. Étroitement blottis, genoux et capuchons réunis, d'autres ont l'air de grands oiseaux frileux et nostalgiques. Ou bien encore, ils affectent des poses si surprenantes, si contorsionnées, ces libres fils de l'espace et des tentes, inusités à nos bancs et notre rigidité, que l'on dirait des têtes brunes et tranchées, posées on ne sait pas pourquoi ni comment au milieu d'un tas de blancs vêtements.
À mes pieds, le petit marabout a soulevé ses paupières, et je demeure stupéfaite devant ces prunelles démesurées, gouffres de rêve, ostensoirs de ferveur, où se reflète cette âme d'enfant mystérieuse et héroïque. Sa jolie main de fillette est posée au bord de sa civière ; un mince tatouage, composé du chiffre d'Allah, dessine autour de son poignet une veine bleue. De temps en temps, quand les témoins prononcent son nom, citent son gourbi natal, la zaouïa où il fut initié, cette plaine de Foussana que les sabots de sa jument réveillaient, alors il exhale un sourd gémissement, et ses larges yeux enfiévrés errent vers les tréteaux où sa houlette de berger repose parmi les vieux mousquets, vers ses gandouras de fête et ses manteaux de parade. Et je l'entends murmurer : « Je voudrais m'en aller ! Je voudrais m'en aller ! » Pauvre petit marabout ! Que regrette-t-il ? Son bâton de pâtre qu'il taillait jadis assis parmi ses brebis, ou bien le silence du cloître, ou bien l'étendue de la plaine ? Mais peut-être pleure-t-il son beau rêve libérateur. O petite Jeanne d'Arc du désert lamentable, quelle pitié vous m'inspirez !
L'audience est levée. Dehors sur l'avenue, des groupes de colons s'assemblent passionnés. Et ce sont encore des paroles de haine et d'intolérance que nous entendons. On exige la plus grande sévérité, réclame un exemple terrifiant, additionne sur ses doigts les têtes que l'on voudrait voir tomber (en France, on vient d'abolir la peine de mort), jette ce fictif défi au gouvernement : « Si on protège les Arabes, nous n'avons plus qu'à nous en aller ! »
L'un d'eux vient même vers moi :
- On m'a dit que vous écrivez dans la presse, j'espère bien que c'est pour les colons. Il en est temps. On nous massacre comme des mouches !
Songeant aux armes d'enfant qu'on laisse aux indigènes, je dis en souriant :
- Vraiment ? Et vous n'avez pas peur de rester ?
- Moi, peur ? Ah non ! Je ne crains rien. J'ai mon revolver. Au premier bicot que je vois s'avancer vers moi dans le bled, je tire dessus. C'est Allah qui lui envoie ça ! Ah ! Si je pouvais compter toutes les balles que je leur ai flanquées dans la peau ! Et si sur la route ces brutes prennent la gauche, c'est du petit plomb de ma carabine que je tiens en guise de fouet. C'est comme cela que je les civilise et vous savez, vous pouvez le leur dire en France, il n'y a que ce moyen là.
- Monsieur, dis-je, vous pouvez compter sur moi, je parlerai de vous !
Là-bas, contre la prison, c'est un autre groupe fait de haillons et de silence. Ce sont les vieux parents des inculpés, décharnés, squelettiques, qui n'ayant plus ni moutons, ni semence, ni bras pour remuer la terre, sont arrivés à mendier ici et guettent le passage de leurs enfants qui leur jettent une croûte de pain. Pour éviter les désordres, on a autorisé des distributions et ces vieillards en liberté viennent se nourrir là du trop-plein des gamelles des emmurés […]
L'audience est reprise. Les quarante lampes foraines sont allumées et oscillent doucement au-dessus des têtes. Une lueur blonde et tremblotante s'épanche sur les inculpés. Ils forment de beaux groupes bibliques, une assemblée paisible et pastorale qui semble écouter une légende contée à la clarté des étoiles. Le petit marabout, lui, avec ses paupières refermées, à l'air d'une madone douloureuse en cire jaunie.
Et tandis qu'à la barre se succèdent les récits des rébellions, que l'on rapporte comment, armés de bâtons, ces bergers rêvèrent chasser les étrangers de la Tunisie et reconquérir l'Ifrikia à l'islam, guidés par cet adolescent malingre et sa houlette magique, nous aussi nous croyons écouter quelque histoire de brigands, quelque conte de fée. Puis, attristés, nous songeons, en regardant ce clair et docile troupeau : quelle misère, quelle exaspération ont donc pu les halluciner de la sorte ? C'est quand on est désespéré qu'on espère en des miracles, et d'une loque humaine on crée un Messie !
Et, à mesure que le soir s'avance, la sérénité blonde des accusés s'épanche dans la salle, inonde les murs, pénètre en mon cœur. Et au reflet de cette clarté, je nous regarde moi et mes frères d'Europe. Et soudain, je nous vois avec nos couleurs chagrines, nos modes mesquines, nos poses sans grâce, nos pensées sans ampleur, nos âmes sans chimères et notre courage triste. O Occident, Occident civilisé, comme vous me paraissez barbare, à côté de ces attitudes antiques, de ces gestes rythmiques et de ces cœurs pleins de naïveté !
Des jours encore, nous demeurons dans Sousse, jusqu'au verdict cruel. Puis le train nous emporte vers Kairouan. En cours de route, nous ouvrons la porte du wagon contigu et nous reconnaissons, pour les avoir vus tant de fois, les libérés de l'affaire de Kasserine et leurs misérables parents. On les rapatrie aux frais de l'État. Je m'attendais à une joie exubérante, mais tous sont mornes, plus mornes qu'à l'audience. Je les interroge. Alors l'un me montre son bras droit amputé — c'est un blessé de Thala — et l'autre son palais emporté par une balle Lebel. À la prison on l'alimentait de choses liquides à l'aide d'un tuyau. Mais on a oublié de lui donner son tuyau, et comment fera-t-il pour se nourrir dans un pays où l'on ne mange que des figues de Barbarie et des racines ?
Un autre pleure tout bas. On l'a acquitté ; mais ses deux fils, son frère ont été condamnés aux travaux forcés à perpétuité, son cousin à la peine capitale. Là-bas, au pays des Fraichiche, depuis huit mois, les femmes et les enfants crèvent la faim. La récolte est perdue, le bétail est mort. Mais soudain, essuyant ses yeux avec un coin de son burnous, il me dit :
- Sais-tu, toi, si le jugement sera cassé ? 

L'avocat le leur a promis. Il paraît qu'ils iront en France. On les libèrera tous. Il paraît qu'on est juste, là-bas ; ce n'est pas comme ici… Mais on dit aussi que c'est loin, en France. Sais-tu si c'est plus loin que d'ici à Thala ? »

### Réactions au reportage
D'après l'historien Charles-André Julien, « le compte-rendu d'audience de Myriam Harry fait scandale dans la communauté française de Tunisie, non par le tableau des réactions des colons mais par la sympathie témoignée au marabout qui semblait sinon une justification, du moins une explication de la révolte ». Il note également que Victor de Carnières, usant de ses procédés habituels de polémique, ironise dans un article de La Tunisie française daté du 6 mars 1907 sur « ce pauvre petit marabout dont les Joyeux du Kef avaient, dit-on, avant Mme Myriam Harry apprécié les grâces féminines », au surplus « Arabe fourbe, rusé et avide… lâche imposteur qui faisait assassiner des gens sans défense » et qui est devenu « un modèle de vertu, de patriotisme et de courage » pour « une femme emballée… parce qu'il a le pied petit et la main jolie ! »
Cinq ans plus tard, dans son ouvrage Comment la France perdra ses colonies, Henri Tridon avoue qu'« on a conservé en Tunisie l'amer souvenir de l'article que Mme Myriam Harry consacra à l'affaire de Kasserine en raison de « l'attendrissant portrait » qu'elle avait tracé du marabout, promoteur de la tentative d'insurrection et des massacres qui s'ensuivirent ». En ce qui concerne les colons, il se borne à rappeler que la romancière railla leurs apparences « inesthétiques » mais ne fait aucune allusion à leur comportement haineux et aux propos sur la technique de civilisation.

### Grâce des condamnés à mort
Le recours en cassation des condamnés est rejeté le 31 janvier 1907. Un recours en grâce pour les condamnés à mort est donc transmis au ministère français de la Justice par leur avocat, Me Julien Pergola. Il est appuyé par le résident général de France, Stephen Pichon, qui considère que la tribu a suffisamment été punie et qu'un retour au calme est nécessaire. De plus, quatre des jurés du procès s'associent à la demande de recours en grâce. La parution du reportage de Myriam Harry le 23 février va dans le même sens. Le 23 mars, les trois peines de mort sont commuées en travaux forcés à perpétuité. Les autres peines sont confirmées pour les six autres condamnés ayant déposé un recours en grâce. Ils sont alors envoyés au bagne de Guyane pour y purger leurs peines.

## Héritage
Il est tentant de voir dans cet épisode les prémices du mouvement national tunisien. Après tout, l'un des prisonniers français témoigna qu'il avait entendu les insurgés déclarer qu'ils comptaient ensuite marcher sur Le Kef et Tunis. Toutefois, il est frappant de constater que la cinquantaine d'insurgés à l'origine du mouvement ne réussit à mobiliser aucun de leurs voisins. De plus, alors que le douar d'où est partie la marche sanglante n'est situé qu'à 1 500 mètres des mines d'Aïn Khemouda occupées par des Européens, les insurgés choisissent de rejoindre la ferme Salles à 12 kilomètres de là, dont le propriétaire est détesté.
À la recherche de tout ce qui peut mobiliser le peuple tunisien contre l'occupant français, Habib Bourguiba n'hésite pas à noircir la réalité historique de ce drame. Les dernières recherches historiques montrent que, selon Taoufik Ayadi, « née spontanément de la misère et des conditions particulières de la région, l'insurrection de Thala ne fut suivie dans aucune autre région de la régence et resta coupée du mouvement revendicateur qui affectait Tunis à l'époque. De ce fait, l'émeute de Thala, évènement isolé, loin de Tunis, devrait être étudié à part ».